# Ренкас, Карл Матвеевич
Карл Матве́евич Ре́нкас (фин. Rä́nküs / Рю́нгас; 4 [16] ноября 1897 года — 23 февраля 1932) — финн по национальности, революционер-подпольщик, участник Гражданской войны (воздушный мастер «штурмовки»), один из первых пилотов гражданской авиации на Дальнем Востоке, работал в последние годы в Хабаровске, пилот первой категории.

## Биография
Карл Матвеевич Ренкас родился 4 ноября (16 ноября) 1897 году в п. Вуоксела (Великого княжества Финляндского в составе Российской империи до 1917 года, с 1917 года по 1940 год — входил в состав Финляндии, ныне Приозерский район Ленинградской области), в семье рабочих, был старшим среди восьми детей. Отец — паровозный машинист, мать — прачка.
С 1908 года — помощник машиниста, с 1914 года — машинист, с 1917 года — революционер-подпольщик, в Хельсинки объявлен как «государственный преступник», в 1918 году — бежал в Петроград.
В 1920 году — окончил Вторую школу морской авиации имени Л. Д. Троцкого (совр. назв. ЕВВАУЛ).
В марте 1921 года — участвовал в ликвидации Кронштадтского мятежа, выполнял спецполёты.
В Архангельской губернии вел «штурмовку» и преследование банд с воздуха.
В 1928—1929 годах — в Средней Азии вел борьбу с басмачеством.
В 1929 году — принимал участие в Карской научной экспедиции по приглашению будущего академика В. Ю. Визе.
В январе 1930 года — прибыл в Хабаровск для работы в управление Дальневосточных воздушных линий (ДВЛ) общества «Добролёт» (в штате три пилота: Михаил Водопьянов, Василий Капридов и Карл Ренкас) на Сахалинской почтово-пассажирской линии Хабаровск — Оха-на-Сахалине, с продлением до Александровск-Сахалинского. Вместе с М. Водопьяновым готовил первый маршрут перелёта.
На Дальнем Востоке выполнял полётные задания со «специфической задачей» — оказание помощи терпящим бедствие.
Весной 1931 года (1-5 апреля) — участник боев с бандитами (банда Шмонина и Третьяковых) в п. Чумикан и п. Удское на севере Дальневосточного края. На ЮГ-1 (JuG-1) применил «штурмовку».
Из воспоминаний командира отряда ОГПУ Альберта Липского:

 «…Мы не слышали выстрелов с земли, но было ясно, что по самолёту стреляют. Несколько пуль угодило в пассажирскую кабину, ранило пограничника. Еще больше попаданий пришлось в кабину лётчиков. Одна из пуль разбила штурвал, несколькими попаданиями прошита приборная доска. Ряд приборов вышел из строя. Был пробит запасной бак для горючего, и оно струйкой текло по плоскости. Я обратил внимание на командира, который то и дело вслушивался в работу двигателя. Указав кивком головы на приборную доску, прокричал мне на ухо: „…Дотянем ли?“…»
Карл Ренкас вместе с бортмехаником Алексеем Ивановым награждены орденами боевого Красного Знамени «за героизм, выдающуюся находчивость при выполнении трудного оперативного задания, связанного с риском для жизни».

### Первая катастрофа на ДВ
Погиб в авиационной катастрофе 23 февраля 1932 года.
Во время взлёта с ледового аэродрома с. Нижне-Тамбовское Нижнетамбовского района ДВК (ныне Комсомольский район Хабаровского края) у грузо-пассажирского самолёта JuG-1 (ЮГ-1 — Юнкерс грузовой), бортовой СССР Л718 (заводской № 930) общества «Добролёт» — на высоте 16 м отвалилось крыло. Самолёт упал на лёд р. Амур, 9 пассажиров и 3 члена экипажа погибли.
Самолёт летел из Александровска-Сахалинского в Хабаровск (полётное время 8 ч. по маршруту протяженностью 920 км, через п. Де-Кастри). Экипаж: пилот Ренкас К. М., бортмеханики Скарятин В. Я. и Васильев И. В.

«Это была первая авиакатастрофа пассажирского самолёта на Дальнем Востоке», — заявил заместитель председателя регионального отделения ДОСААФ России Хабаровского края — начальник отдела авиации РО ДОСААФ России края Хабаровского Анатолий Дудаков.
Они летали в труднейших условиях края. И ни одной аварии. Роковая случайность оборвала жизнь замечательных товарищей. …Троих нет, но остались другие. Они объявили себя ударниками „имени трех“. Они будут с честью продолжать их дело…
Похоронен 1 марта 1932 года в Хабаровске на старом гражданском (Михайловском) кладбище (ныне не сохранилось).

## Награды
В 1931 году награжден орденом Красного Знамени «за героизм, выдающуюся находчивость при выполнении трудного оперативного задания, связанного с риском для жизни, в боях с бандитами, разгром банды Шмонина и Третьяковых» в п. Чумикан ДВК.

## Память

Мемориальная доска Карлу Ренкасу в Хабаровске

Анатолий Ляпидевский пишет: 
Карл Матвеевич был человеком железной выдержки и в то же время отличался добрым характером. Он был чрезвычайно смел и очень скромен
Михаил Водопьянов вспоминает: 
Меня поражала его трудоспособность и настойчивость в работе, высокая дисциплина. Он мало отдыхал. Он все летал…
Именем «К. Ренкас» был назван пароход, работал на Амуре, его имя также носила пионерская дружина средней школы № 24 Хабаровска.
4 мая 2018 года в Хабаровске на здании УГАН НОТБ ДФО Ространснадзора по ул. Петра Комарова, 6, открыта мемориальная доска Карлу Ренкасу силами Общественного совета по сохранению исторического наследия Дальнего Востока при ВООПИиК (Хабаровск).

## Адрес
Проживал в Хабаровске, по ул. Шеронова, 17.